# Pekka Silvola

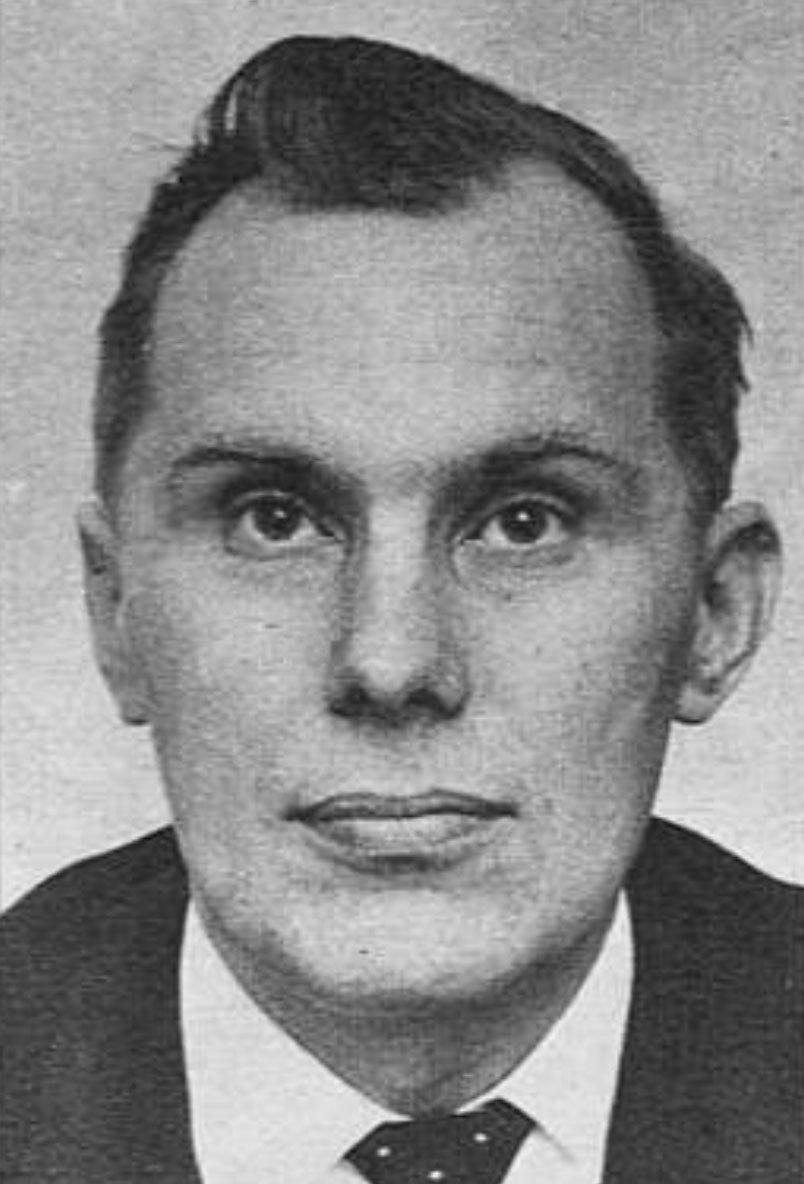
Pekka Silvola.

Pekka Sakari Silvola, född 26 november 1924 i Kiikoinen, död 22 juni 2015 i Esbo, var en finländsk politiker. Han var partisekreterare för Agrarförbundet/Centerpartiet 1960–1969 och programchef på Yle 1970–1985. Till utbildningen var Silvola politices magister.